# یواس‌اس همبلتون (دی‌دی-۴۵۵)
یواس‌اس همبلتون (دی‌دی-۴۵۵) (به انگلیسی: USS Hambleton (DD-455)) یک کشتی بود که طول آن ۱۰۶٫۱ متر (۳۴۸ فوت) بود و در سال ۱۹۴۱ ساخته شد.